# Kim Dong-jo
Kim Dong-jo (ur. 14 sierpnia 1918 w Pusan, zm. 9 grudnia 2004 w Seulu) – polityk południowokoreański.
Rozpoczął pracę w dyplomacji koreańskiej w okresie prezydentury Li Syng Mana. Przyczynił się do uregulowania stosunków dwustronnych z Japonią. Był ambasadorem w Japonii i USA, wiceministrem, a w latach 1973–1975 ministrem spraw zagranicznych. Prowadził rozmowy z Amerykanami w sprawie wzmocnienia sił USA oddziałami koreańskimi w Wietnamie, a także na temat modernizacji koreańskich sił zbrojnych. Od 1975 był doradcą prezydenta Parka Chung-hee ds. polityki zagranicznej, odszedł na emeryturę w 1979.